# Vuzenica
Vuzenica là một khu tự quản (tiếng Slovenia: občine, số ít – občina) trong vùng Koroška của Slovenia. Vuzenica có diện tích 50.1 km2, dân số là theo điều tra ngày 31 tháng 3 năm 2002 là 2786 người. Thủ phủ khu tự quản Vuzenica đóng tại Vuzenica.